# Польова дорога

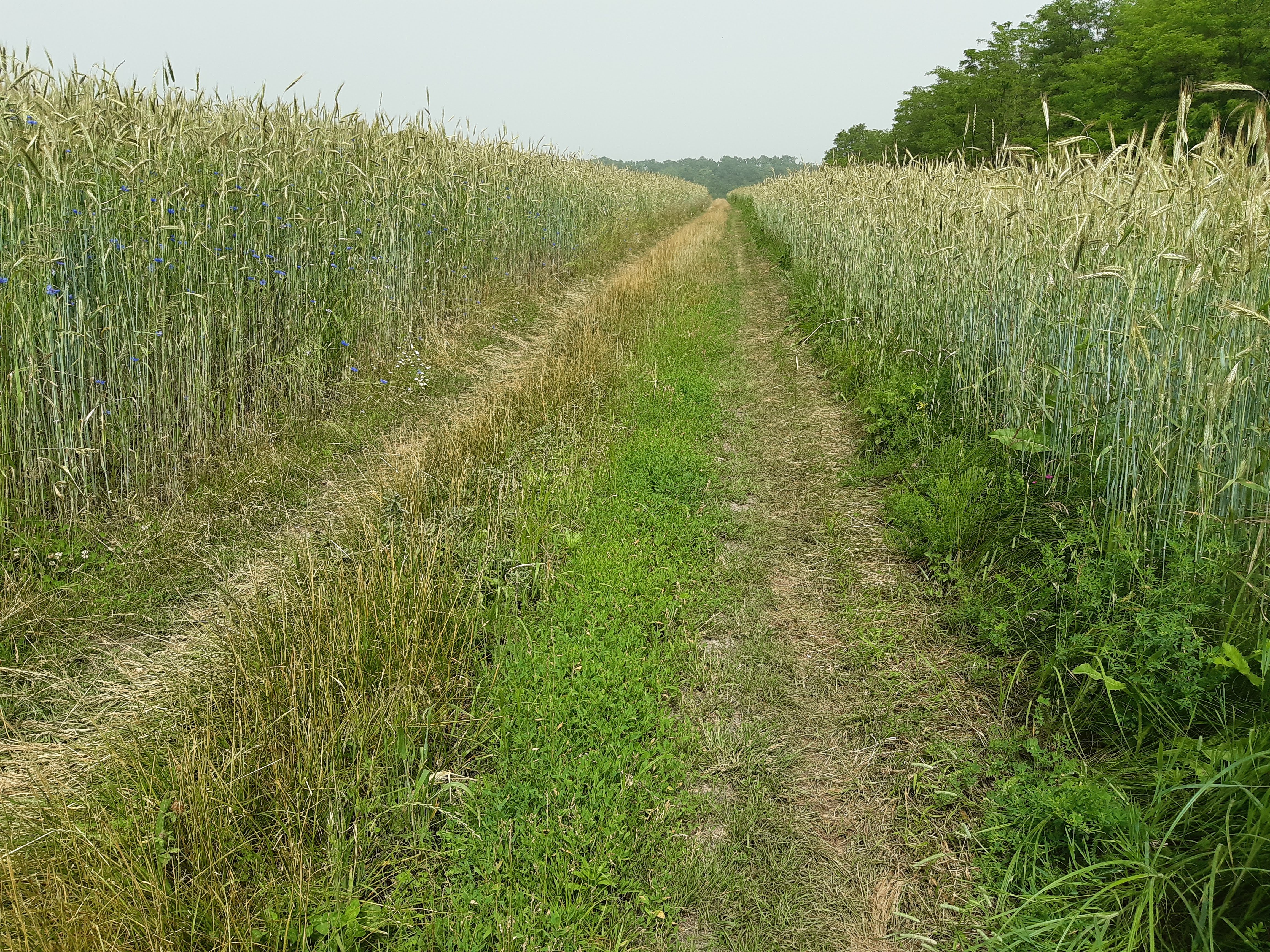
Ґрунтова дорога в полі, Чернігівщина, Україна

Польова́ дорога, путі́вець — допоміжна автомобільна дорога, яка розглядається як додаток до існуючої магістральної дорожньої мережі.
Польові дороги забезпечують:
- під'їзд до будь-якого поля і робочої ділянки;
- стійкий зв'язок полів з магістральною дорожньою мережею, виробничими і господарськими центрами;
- зручності виконання технологічних процесів на полях і обслуговування техніки.

Розрізняють польові дороги основні і допоміжні.
- Основні виконують роль польових магістралей, обслуговують сівозміну або групу полів і призначені для систематичного перевезення людей, вантажів і техніки. Ці дороги є постійно діючими і повинні мати ширину 6-10 м. Як правило, вони мають тверде покриття або покриття перехідного типу.

- Допоміжні призначені для тимчасового, обмеженого використання: обслуговування сільськогосподарської техніки, вивезення врожаю, підвезення добрив тощо. Ширина допоміжних польових доріг 3-4 м.